# Verdienstorden der Bundesrepublik Deutschland

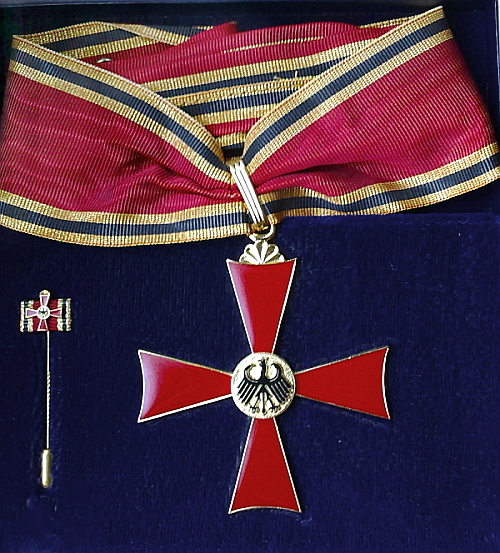
Großes Verdienstkreuz

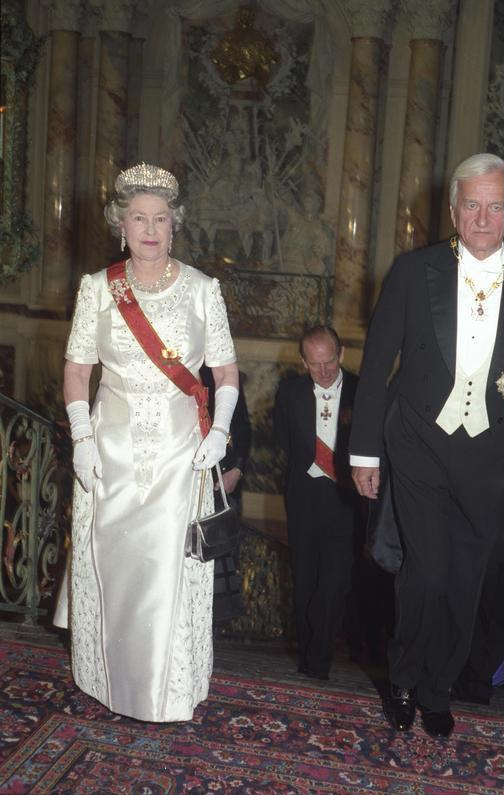
Elisabeth II. mit der Sonderstufe des Großkreuzes (1992). Rechts im Bild: Bundespräsident Richard von Weizsäcker

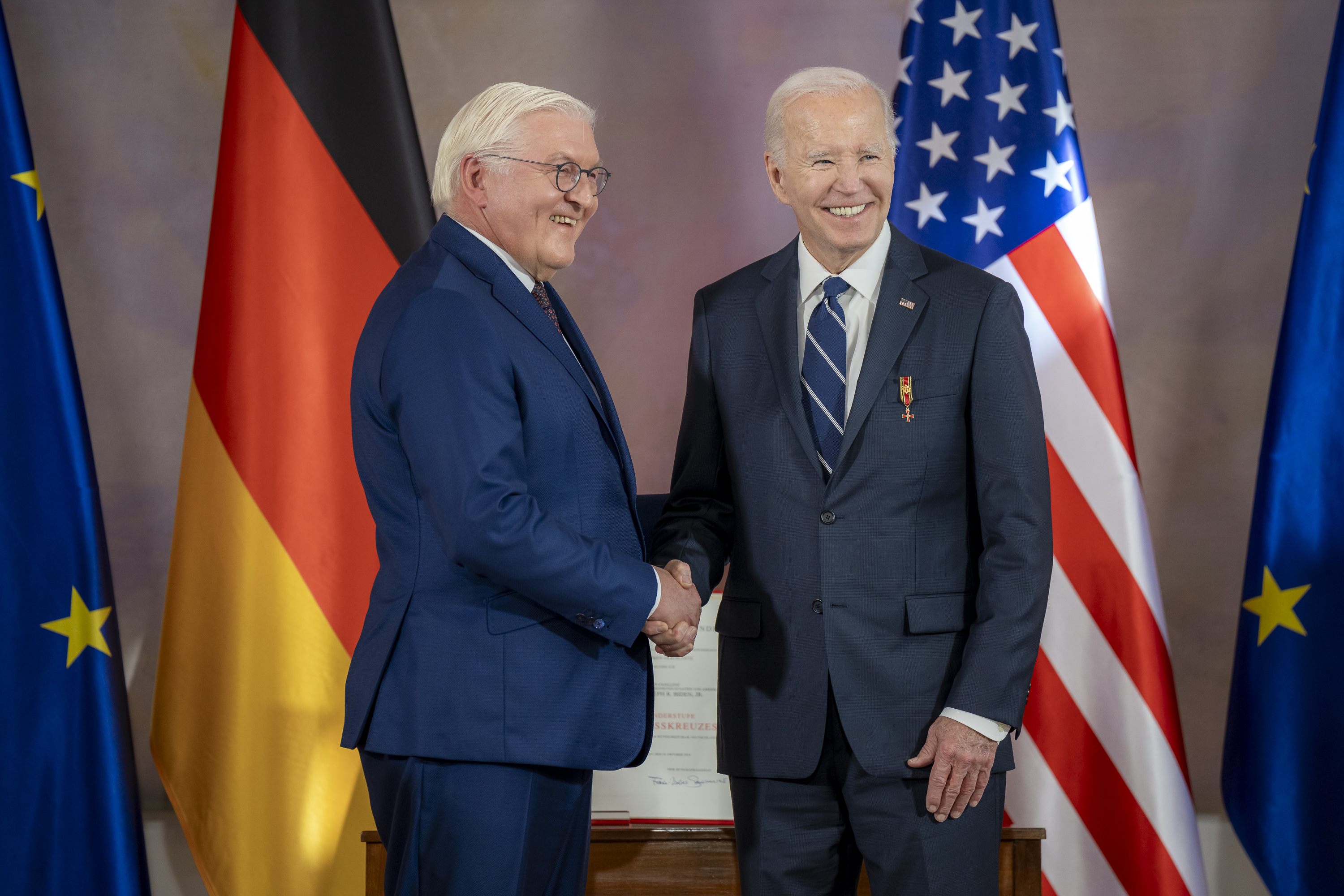
Bundespräsident Frank-Walter Steinmeier verleiht US-Präsident Joe Biden im Jahr 2024 im Schloss Bellevue die Sonderstufe des Großkreuzes

Der Verdienstorden der Bundesrepublik Deutschland, verkürzt meist Bundesverdienstkreuz genannt, ist die einzige allgemeine Verdienstauszeichnung der Bundesrepublik Deutschland. Er wird für besondere Leistungen auf politischem, wirtschaftlichem, kulturellem, geistigem oder ehrenamtlichem Gebiet verliehen. Der Verdienstorden kommt regulär in acht Stufen zur Verleihung, ferner gibt oder gab es das Großkreuz in besonderer Ausführung und das Verdienstkreuz am Bande für Arbeitsjubilare. Alle deutschen Länder außer Bremen und Hamburg verleihen zudem eigene Landesauszeichnungen.
Die Verleihung ist dem Bundespräsidenten vorbehalten. Die Überreichung wird in aller Regel an zuständige Amtsinhaber delegiert.

## Geschichte
Der Verdienstorden der Bundesrepublik Deutschland wurde am 7. September 1951 durch den damaligen Bundespräsidenten Theodor Heuss per Erlass gestiftet. Im Erlaß über die Stiftung des Verdienstordens der Bundesrepublik Deutschland, den Heuss mit Bundeskanzler Konrad Adenauer und dem Bundesinnenminister Robert Lehr unterzeichnete, heißt es:

„In dem Wunsche, verdienten Männern und Frauen des deutschen Volkes und des Auslandes Anerkennung und Dank sichtbar zum Ausdruck zu bringen, stifte ich am 2. Jahrestag der Bundesrepublik Deutschland den Verdienstorden der Bundesrepublik Deutschland. Der Orden wird verliehen für Leistungen, die im Bereich der politischen, der wirtschaftlich-sozialen und der geistigen Arbeit dem Wiederaufbau des Vaterlandes dienten, und soll eine Auszeichnung all derer bedeuten, deren Wirken zum friedlichen Aufstieg der Bundesrepublik Deutschland beiträgt.“

Der Verdienstorden wird nach internationaler Norm in drei Klassen (Verdienstkreuz, Großes Verdienstkreuz, Großkreuz) verliehen, die wiederum in mehrere Stufen unterteilt sind.
Im Statut des Verdienstordens der Bundesrepublik Deutschland vom 7. September 1951 war zunächst folgende Ordnung geplant:
1. Verdienstkreuz am Bande
2. Verdienstkreuz (ohne weitere Bezeichnung als Steckkreuz ausgeführt, später umbenannt in 1. Klasse)
3. Großes Verdienstkreuz
4. Großes Verdienstkreuz mit Stern
5. Großkreuz
6. Großkreuz in besonderer Ausführung.

Das erste Verdienstkreuz, in der Ausprägung am Bande, erhielt der Bergmann Franz Brandl aus Nentershausen (Hessen) am 19. September 1951 von Theodor Heuss.
Im Jahr 1952 kam es zu einigen Neuerungen. Es wurde eine besondere Ausführung des Verdienstkreuzes für Arbeiter und Angestellte, die 50 Jahre lang für denselben Dienstherrn gearbeitet hatten, eingeführt. Die Verleihung dieser als Verdienstkreuz am Bande für Arbeitsjubilare bezeichneten Ausführung wurde 1966 wieder eingestellt. Zudem wurde das Große Verdienstkreuz mit Stern in zwei Stufen aufgeteilt: Großes Verdienstkreuz mit Stern und Großes Verdienstkreuz mit Stern und Schulterband.
Schließlich kam 1955 als unterste Stufe die Verdienstmedaille hinzu und als oberste Stufe die Sonderstufe des Großkreuzes, die jedoch schon 1953 verliehen worden war.
Die höchste Stufe, die Sonderstufe des Großkreuzes, ist Staatsoberhäuptern und ihren Familienangehörigen sowie mit Amtsantritt dem deutschen Bundespräsidenten vorbehalten.
Für spezielle Verdienste in einem bestimmten Bereich wurden neben dem Bundesverdienstkreuz auch noch weitere deutsche Ehrenzeichen gestiftet; so etwa das Silberne Lorbeerblatt für sportliche Leistungen, die Eichendorff-Plakette für Gebirgs- und Wandervereine, mehrere Einsatzmedaillen Fluthilfe oder das Ehrenzeichen des Technischen Hilfswerks. Andere Auszeichnungen wie der Pour le Mérite für wissenschaftliche Leistungen oder das Deutsche Feuerwehr-Ehrenkreuz werden von privaten Trägern verliehen. Für militärische Verdienste gibt es seit 1980 das Ehrenzeichen der Bundeswehr in mehreren Stufen sowie die Einsatzmedaille der Bundeswehr und die Einsatzmedaille Gefecht.

## Verleihungszahlen

Verleihungen der Verdienstorden in der Bundesrepublik Deutschland

Anfang der 1980er Jahre wurden jährlich etwa 6000 Verdienstorden hauptsächlich an Männer verliehen. Der Anteil der Frauen lag mit rund 14 Prozent deutlich unter dem tatsächlichen Bevölkerungsanteil. Dieser Umstand veranlasste den damaligen Bundespräsidenten Karl Carstens (1979–1984) im Jahre 1983 in die Neufassung der Ausführungsbestimmungen zum Statut des Verdienstordens hinzuzufügen, dass „Verdiensten bei Tätigkeiten, die nach der Lebenserfahrung vor allem von Frauen ausgeübt werden, besondere Beachtung zu schenken ist“.
Im Oktober 2006 führte der damalige Bundespräsident Horst Köhler zusätzlich eine Quotenregelung für Frauen von mindestens 30 Prozent ein. Dieses Minimum wurde 2007 mit 30,3 Prozent erstmals erreicht und in den folgenden Jahren (2008: 31,2 Prozent; 2009: 30,5 Prozent) eingehalten. Die Vorschlagslisten der Ministerpräsidenten der Länder, über die die Ordensanträge vorwiegend beim Bundespräsidialamt eingereicht werden, werden nur noch angenommen, wenn von zehn Personen, die mit dem Verdienstorden ausgezeichnet werden sollen, mindestens drei Frauen sind. Wenn den Ländern nicht genügend Frauen vorgeschlagen werden, um diese Quote zu erfüllen, führte dies beispielsweise in Sachsen-Anhalt (Stand 2014) dazu, dass Männer dem Bundespräsidialamt nicht zeitnah zur Ehrung vorgeschlagen, sondern auf eine wachsende Warteliste gesetzt wurden und erst nach längerer Wartezeit ihre Auszeichnung erhielten. Im Jahr 2022 erweiterte Bundespräsident Frank-Walter Steinmeier die Quotenregelung für Frauen auf mindestens 40 Prozent.
Seit 1991 sind die Verleihungszahlen stark rückläufig. Von über 5000 Verleihungen im Jahre 1991 und knapp 2500 Verleihungen im Jahre 2007 fiel die Zahl auf 1064 Verleihungen im Jahre 2017. Dies entspricht etwa dem Stand des Einführungsjahres 1951, wobei jedoch damals die Bevölkerung der Bundesrepublik und insbesondere die Zahl älterer Personen deutlich geringer waren. Danach stieg die Zahl der Verleihungen wieder auf 1354 im Jahr 2019 und sank darauf erneut auf 1111 im Jahr 2021.
Ende 2010 wurde bekannt, dass seit Mitte der 1990er Jahre eine nicht öffentlich gemachte Abmachung zwischen den Bundestagsfraktionen besteht, nach der pro Legislaturperiode 30 Orden unabhängig von tatsächlichen Verdiensten für Abgeordnete des Deutschen Bundestages entsprechend den Fraktionsstärken reserviert sind. Der Verfassungsrechtler Herbert von Arnim bezeichnete dies als „absolute Anmaßung“ und „ganz neue Form der Selbstbedienung“. In der 19. Legislaturperiode (2017 bis 2022) wurden 25 Orden an Abgeordnete verliehen. Im Februar 2022 wurde öffentlich, dass maximal 5 % der Bundestagsabgeordneten pro Legislaturperiode mit dem Bundesverdienstkreuz ausgezeichnet werden dürfen. Hierfür müssen sie mindestens zwei Legislaturperioden im Deutschen Bundestag vertreten sein.

## Stufen des Verdienstordens
Der Verdienstorden der Bundesrepublik Deutschland wird regulär in acht Stufen verliehen, wobei als Erstauszeichnung im Allgemeinen die Verdienstmedaille oder das Verdienstkreuz am Bande vergeben wird (Stand 2019). Als Sonderform gibt es das bisher nur dreimal (Adenauer, Kohl, Merkel) verliehene Großkreuz in besonderer Ausführung, zudem existierte von 1952 bis 1966 das Verdienstkreuz am Bande für Arbeitsjubilare, das als eine Variante des Verdienstkreuzes am Bande galt.
| Stufe (und Varianten)                            | Bandschnalle | Trageweise                                                                | Merkmale                                                 | Internationale Entsprechung          | Anmerkung |
| ------------------------------------------------ | ------------ | ------------------------------------------------------------------------- | -------------------------------------------------------- | ------------------------------------ | --- |
| Verdienstmedaille                                |              |                                                                           |                                                          |                                      | |
| Verdienstmedaille                                |              | linke Brust, am Bande                                                     |                                                          | affiliierte Verdienstmedaille        | → Liste von Trägern |
| Verdienstkreuz                                   |              |                                                                           |                                                          |                                      | |
| Verdienstkreuz am Bande                          |              | linke Brust, am Bande                                                     |                                                          | Ritter                               | → Liste von Trägern |
| Verdienstkreuz am Bande für Arbeitsjubilare      |              | linke Brust, am Bande mit goldener Spange                                 | goldene Spange mit der Zahl 50                           | Ritter                               | Verleihung nur von 1952 bis 1966 |
| Verdienstkreuz 1. Klasse                         |              | linke Brust, Steckkreuz                                                   |                                                          | Offizier                             | → Liste von Trägern |
| Großes Verdienstkreuz                            |              |                                                                           |                                                          |                                      | |
| Großes Verdienstkreuz                            |              | am Halsband                                                               |                                                          | Komtur                               | → Liste von Trägern |
| Großes Verdienstkreuz mit Stern                  |              | am Halsband, Bruststern links                                             | vierspitziger Bruststern, flach                          | Großoffizier                         | → Liste von Trägern |
| Großes Verdienstkreuz mit Stern und Schulterband |              | am Schulterband, Bruststern links                                         | vierspitziger Bruststern, gewölbt                        | Großkreuz 2. Klasse                  | → Liste von Trägern |
| Großkreuz                                        |              |                                                                           |                                                          |                                      | |
| Großkreuz                                        |              | am Schulterband, Adler maschinengestickt, Bruststern links                | sechsspitziger Bruststern                                | Großkreuz 1. Klasse                  | → Liste von Trägern |
| Großkreuz in besonderer Ausführung               |              | am Schulterband, rot gefüttert, Adler maschinengestickt, Bruststern links | sechsspitziger Bruststern, Lorbeerkranz um das Medaillon | Sonderform des Großkreuzes 1. Klasse | → Liste von Trägern |
| Sonderstufe des Großkreuzes                      |              | am Schulterband, Adler handgestickt, Bruststern links                     | achtspitziger Bruststern                                 |                                      | → Liste von Trägern (Verleihung nur an Staatsoberhäupter und ihre Ehepartner, Amtsinsigne des Bundespräsidenten als Ordensherr, höchste Form des Ordens) |

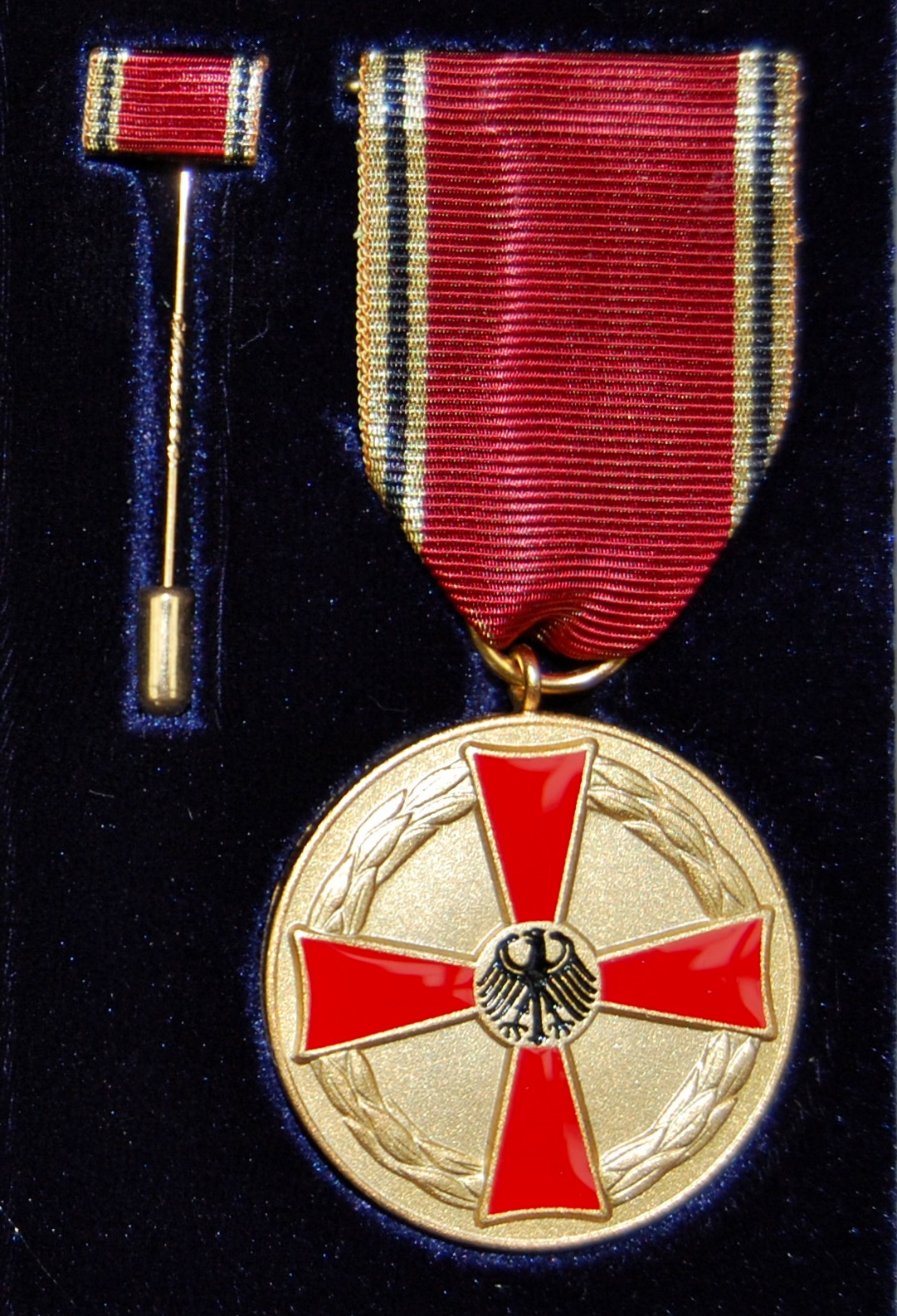
Verdienstmedaille des Verdienstordens und Miniatur des Verdienstkreuzes am Bande
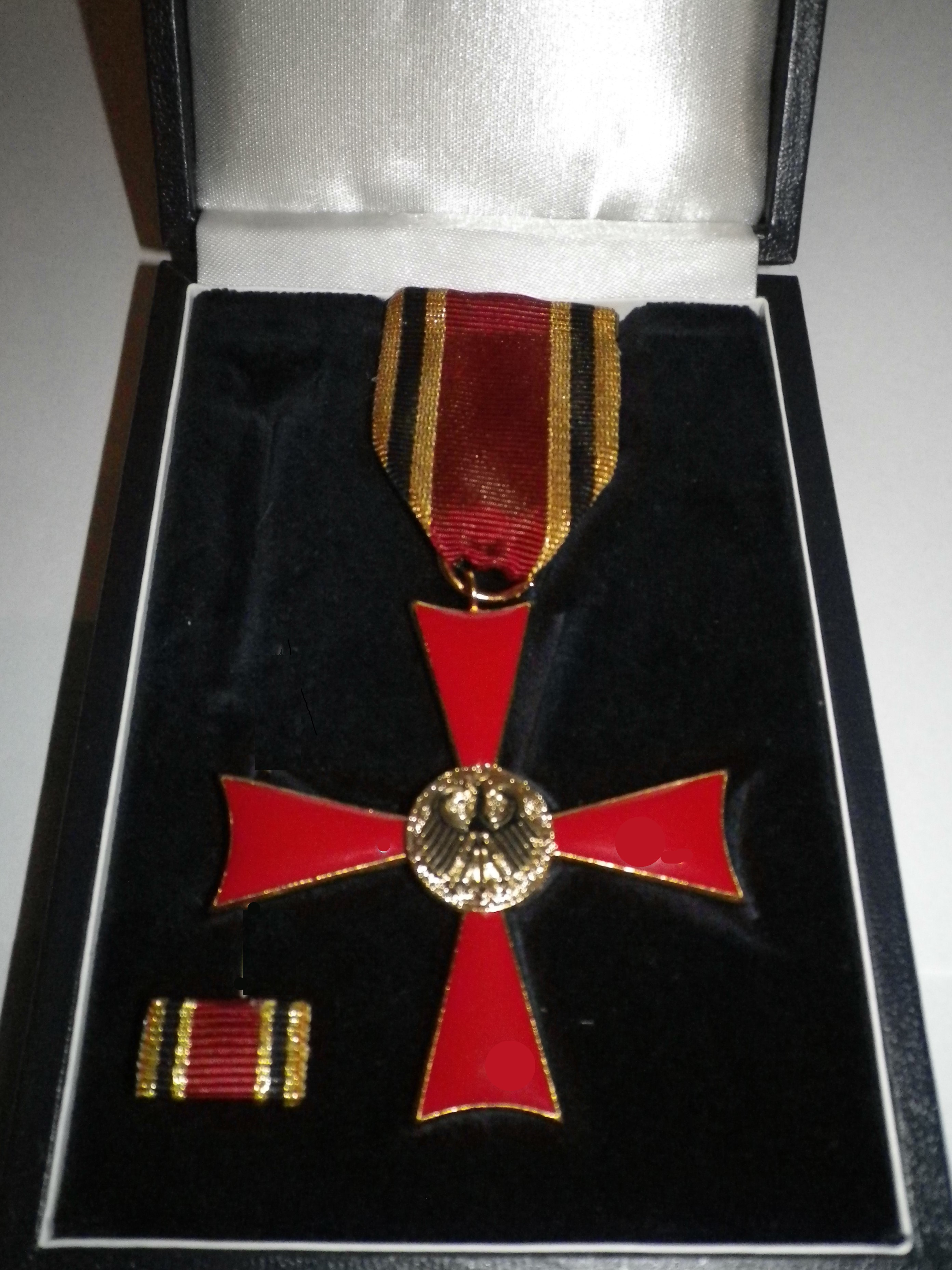
Verdienstkreuz am Bande mit Miniatur im Verleihungsetui
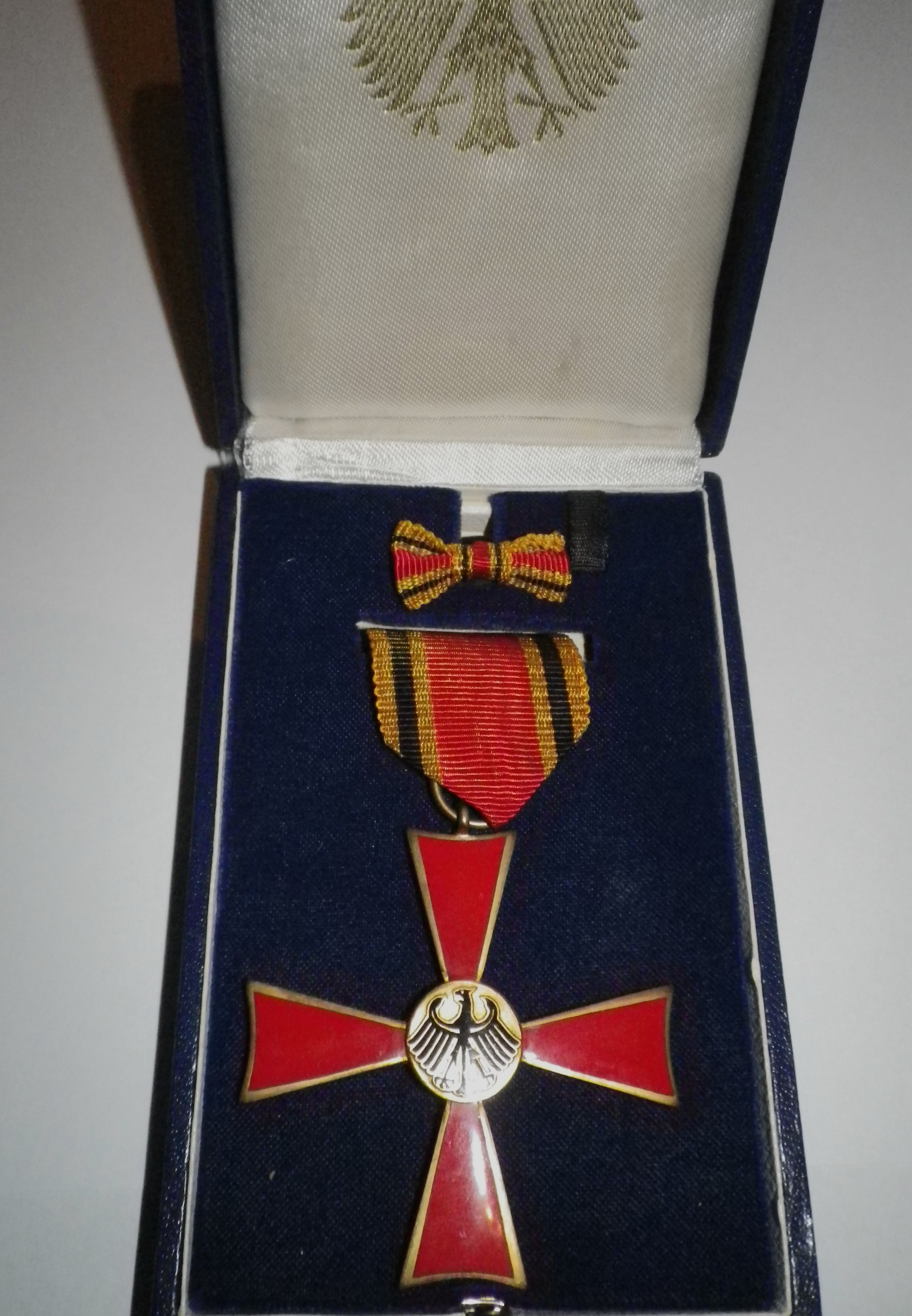
Verdienstkreuz am Bande mit Miniatur für Damen im Verleihungsetui
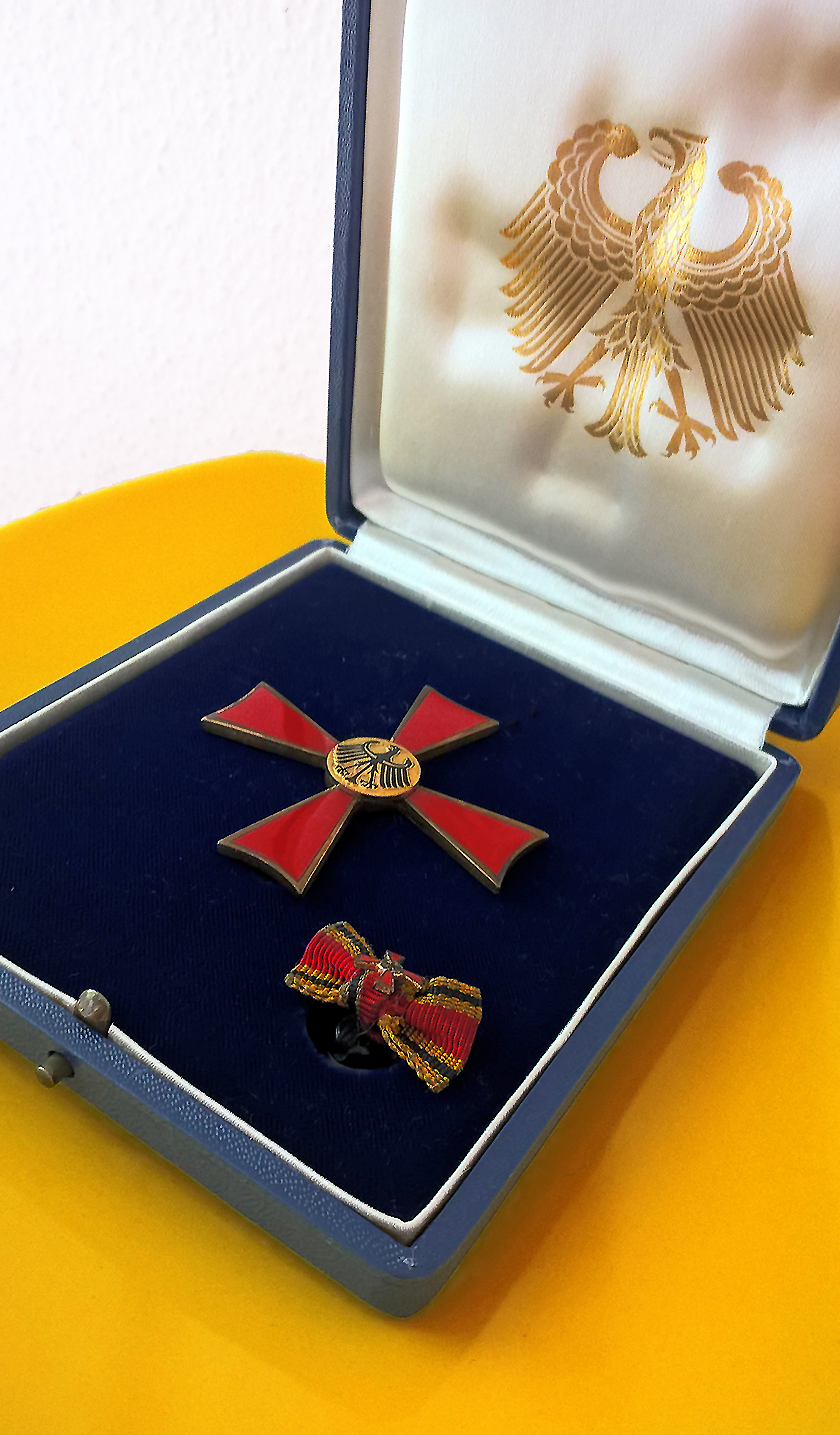
Verdienstkreuz 1. Klasse. Seltene Ausführung von Junker Berlin um 1959
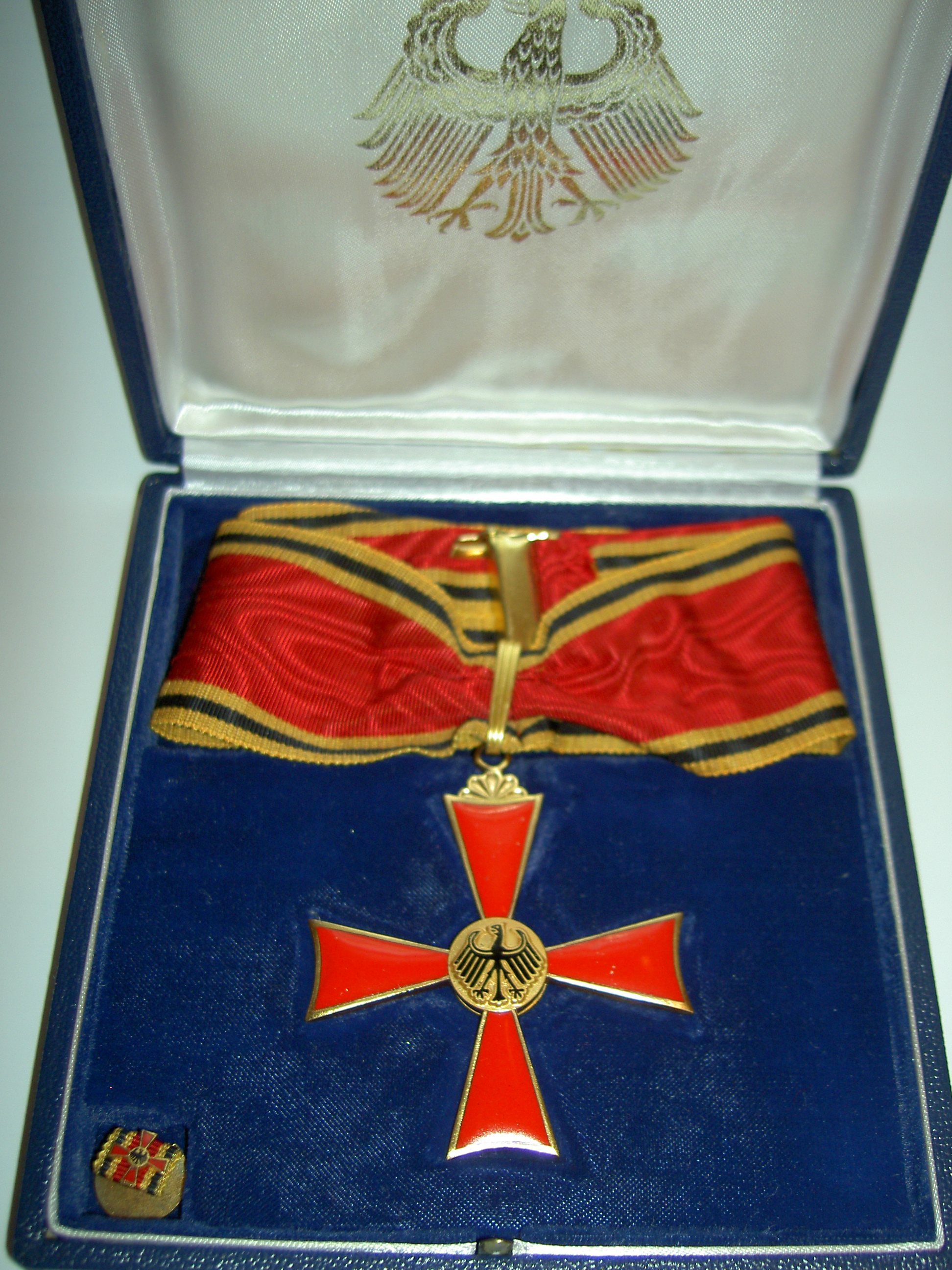
Großes Verdienstkreuz im Verleihungsetui
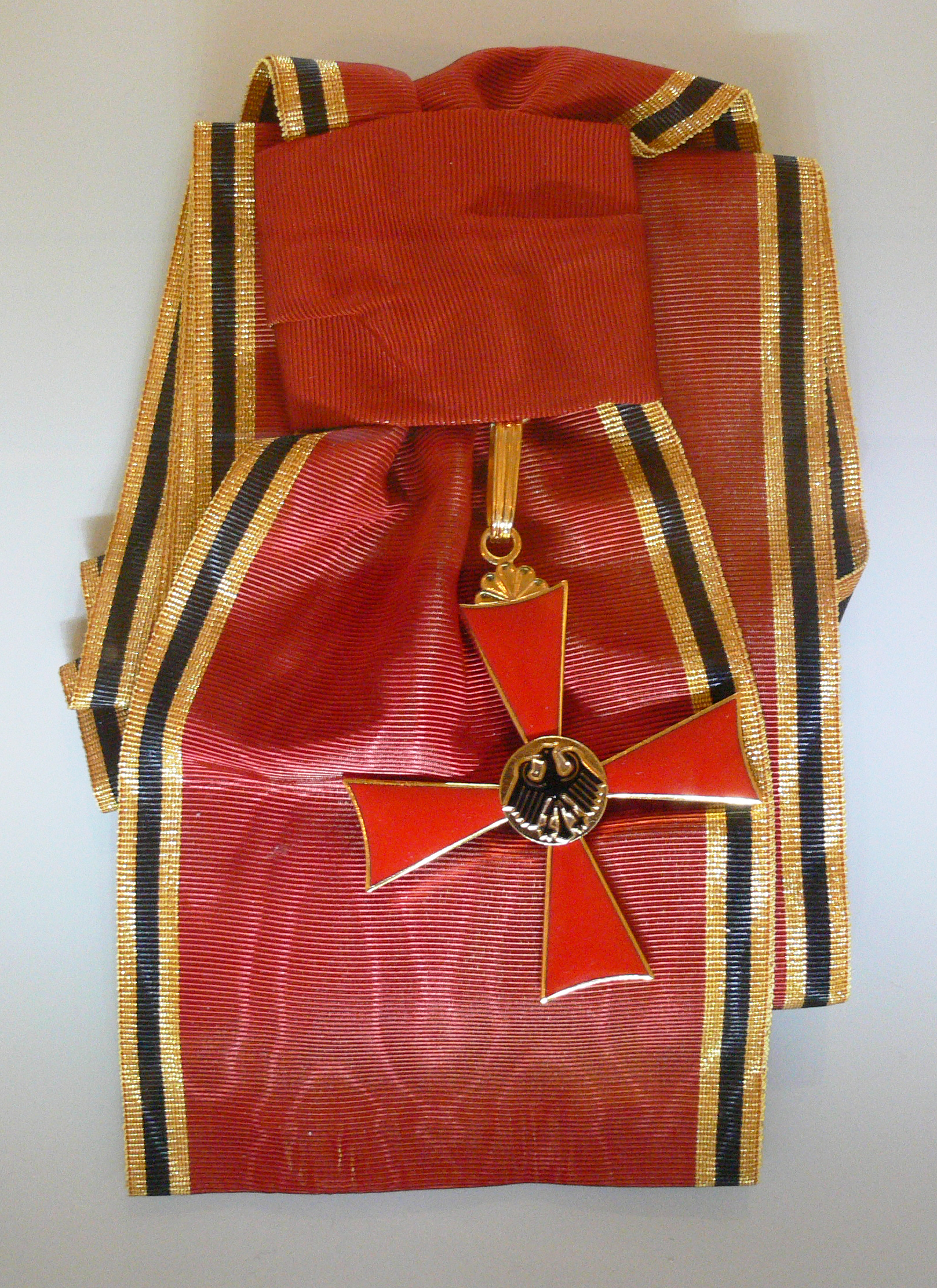
Großes Verdienstkreuz und Schulterband (Teil der Stufe „Großes Verdienstkreuz mit Stern und Schulterband“, Theodor-Heuss-Haus)
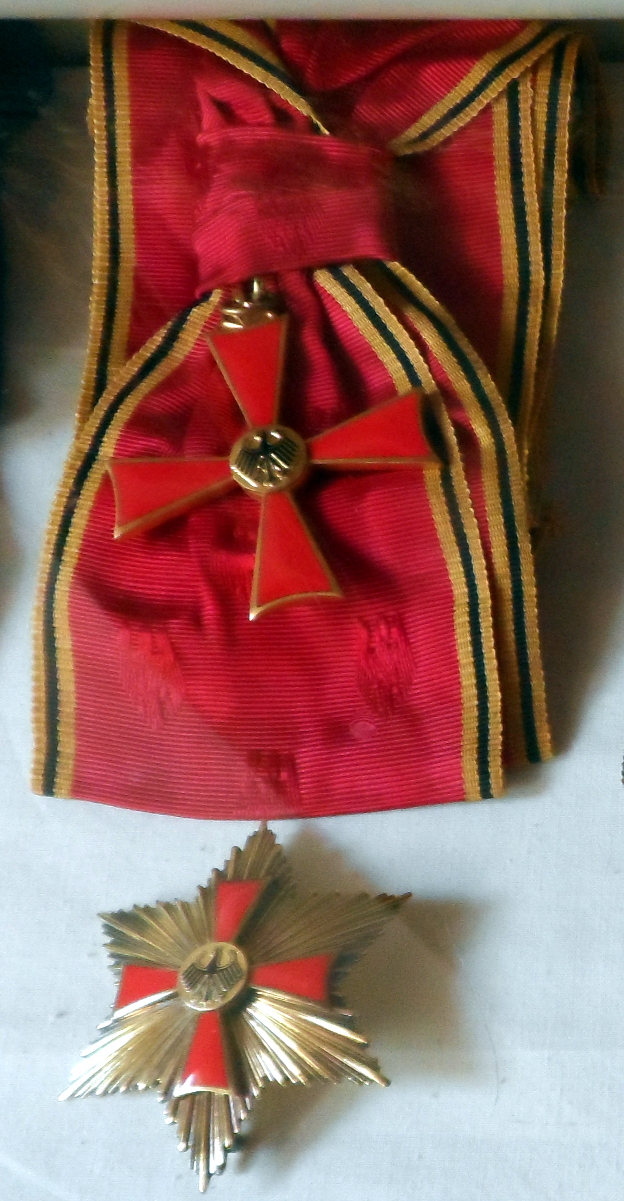
Großkreuz mit Stern und Schulterband
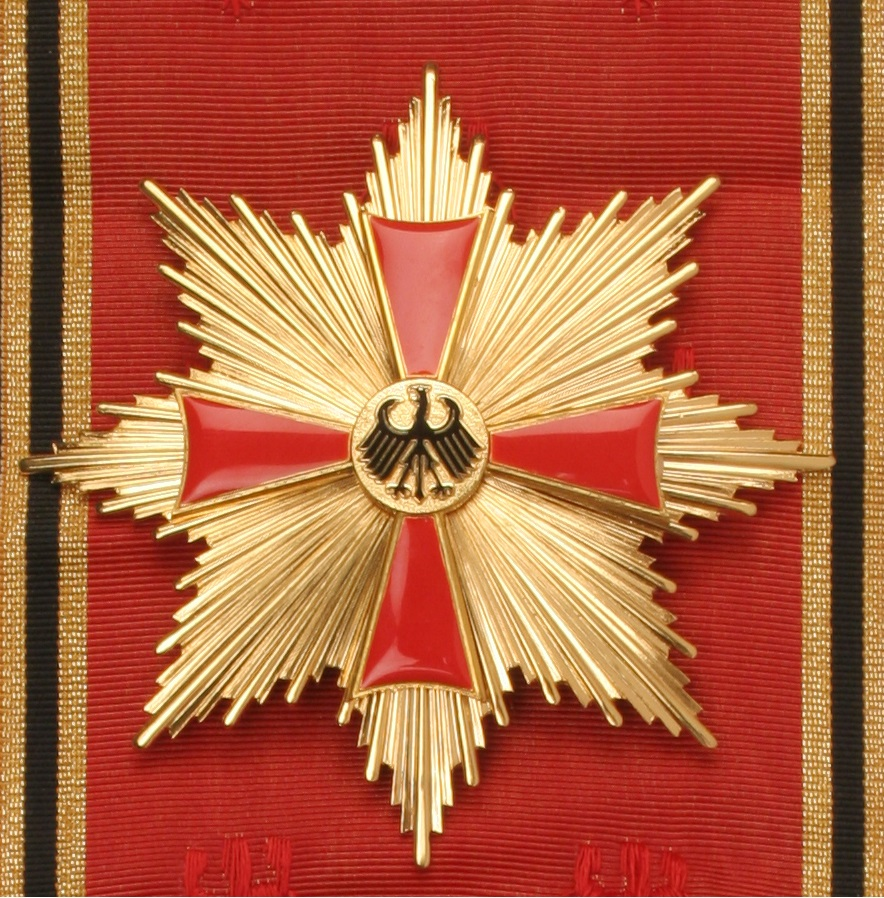
Sonderstufe des Großkreuzes (Staatsoberhäuptern vorbehalten)
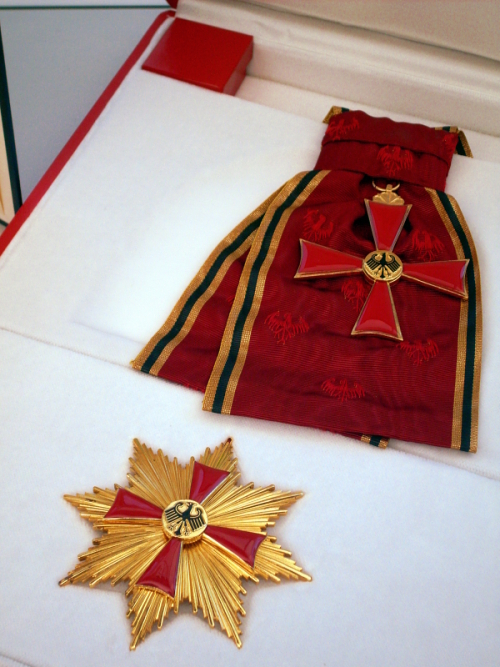
Sonderstufe des Großkreuzes im Verleihungsetui

## Verleihung

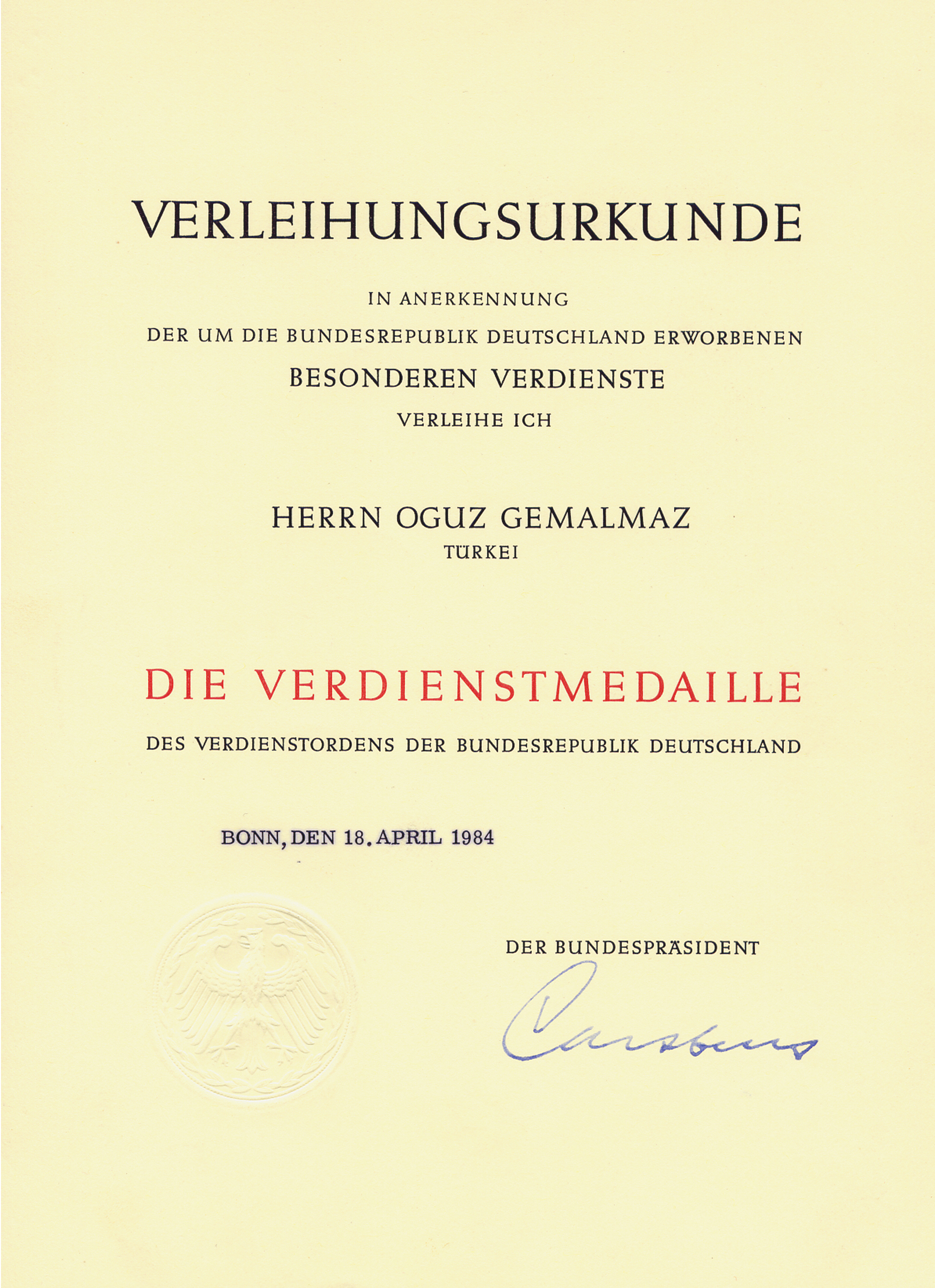
Verleihungsurkunde für die Verdienstmedaille mit Großem Bundessiegel und Unterschrift des Bundespräsidenten Karl Carstens (1984)

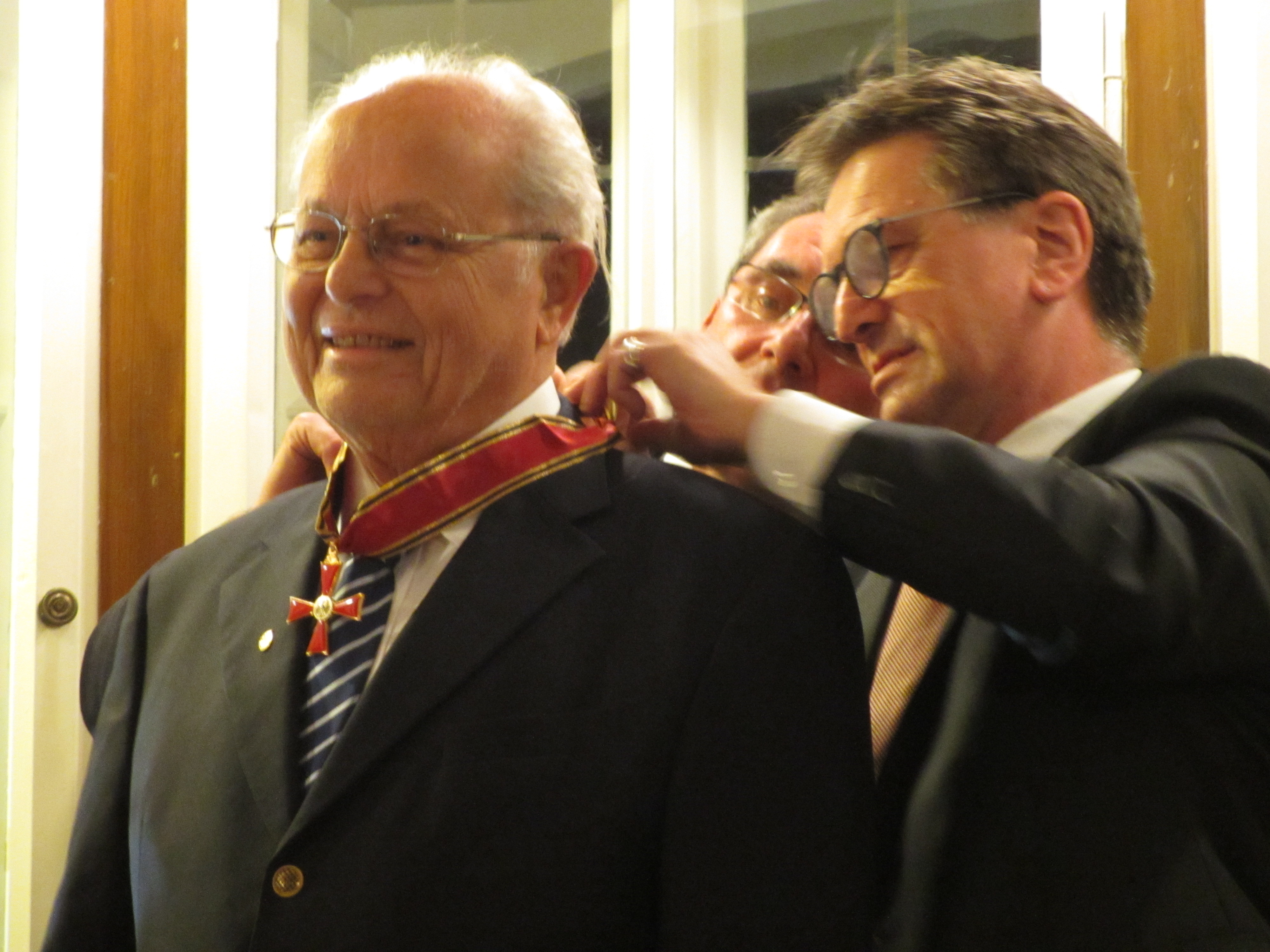
Überreichung an Heiko Braak (2018)

Jedes Jahr werden auf Vorschlag mehr als tausend Menschen ausgezeichnet. Bis einschließlich 2024 wurde die Auszeichnung 264.620 Mal verliehen. Im Jahr 2018 wurden 1282 Personen ausgezeichnet. Bei einer Erstverleihung wird in der Regel höchstens die zweite Stufe (Verdienstkreuz am Bande) und an Personen, die jünger als 40 Jahre sind, höchstens die erste Stufe (Verdienstmedaille) verliehen. Nur in Ausnahmefällen wird eine höhere Stufe gewählt.

### Prinzipien
Der Verdienstorden der Bundesrepublik Deutschland kann nach den ordensrechtlichen Bestimmungen nicht postum verliehen werden. Trotzdem erhielten beispielsweise Jürgen Schumann, Alois Alteköster, Raimund Discher oder Dominik Brunner die Auszeichnungen postum. In diesen Fällen sind meistens die Todesumstände der Grund für die Verleihung.
Als Erstauszeichnung werden im Allgemeinen die Verdienstmedaille oder das Verdienstkreuz am Bande verliehen. Die Verleihung der Verdienstmedaille ist an kein Mindestalter gebunden. Für das Verdienstkreuz am Bande sollte die zu ehrende Person ein Mindestalter von 40 Jahren erreicht haben. Die Verleihung der nächsthöheren Ordensstufe erfordert neue auszeichnungswürdige Leistungen und eine entsprechende Interkalarfrist. Bei besonders herausragenden Leistungen ist eine Ausnahme von diesen Bestimmungen möglich.
Die vom Bundespräsidenten verliehene Auszeichnung wird gewöhnlich durch den Ministerpräsidenten, einen Minister des Bundes oder des Landes, den Regierungspräsidenten, den Landrat, den Oberbürgermeister oder den Bürgermeister überreicht. Auslandsdeutsche und Ausländer erhalten ihn oft durch den zuständigen deutschen Botschafter. In einigen Fällen nimmt der Bundespräsident die Aushändigung selbst vor, meist bei höheren Stufen.
Bei einigen Beamten, Soldaten und Richtern erfolgt inzwischen eine „automatische Verleihung“ bestimmter Ordensstufen, sobald diese aus ihrem Amt ausscheiden. Dies ist der Fall bei der Verleihung des Großen Verdienstkreuzes an den jeweiligen Generalinspekteur der Bundeswehr oder bei der Verleihung des Großen Verdienstkreuzes mit Stern und Schulterband nach dem Ende der Amtszeit als Richter des Bundesverfassungsgerichts.
Diplomaten, die nach längerem Aufenthalt ihr Gastland verlassen, erhalten entsprechend internationaler Gepflogenheit das Verdienstkreuz, sofern eine bilaterale Gegenseitigkeitsvereinbarung vorliegt (Reziprozität). So werden Botschafter und manche Militärattachés ohne das sonst bei Ordensverleihungen übliche Prüfungsverfahren ausgezeichnet. Auch der argentinische Oberst Juan José Masi, Militärattaché an der argentinischen Botschaft in Bonn von 1977 bis 1980, dem schwere Menschenrechtsverletzungen vorgeworfen werden, erhielt auf diese Weise im März 1981 das Große Verdienstkreuz.
Das Prozedere der öffentlichen Verleihung ist meist festlich gehalten, die höchsten Auszeichnungsstufen nimmt der amtierende Bundespräsident persönlich vor. Jede geehrte Person wird mit einigen Angaben über ihr Leben und Wirken vorgestellt.

### Vorschlagsrecht
Jeder kann die Auszeichnung beim jeweils zuständigen Vorschlagsberechtigten (Art. 5 Abs. 1 des Statuts des Verdienstordens der Bundesrepublik Deutschland) oder bei der Staatskanzlei des Landes, in dem der Vorzuschlagene seinen Wohnsitz hat, anregen. Für den Vorschlag eines Mitarbeiters einer Bundesbehörde ist beispielsweise der jeweilige Bundesminister zuständig, für Personen im Ausland und Ausländer das Auswärtige Amt. Wer seine eigene Auszeichnung anregt, kann nicht mit einer Ordensverleihung rechnen.
Die jeweilige Protokollabteilung hat die Aufgabe, die Angaben zu prüfen, bevor sie an die Ordenskanzlei im Bundespräsidialamt weitergeleitet werden. In der Praxis machen vor allem Behörden, Institutionen, Wirtschafts- und Sportverbände Vorschläge. Anregungen aus der Bevölkerung sind dagegen selten: In Nordrhein-Westfalen, dem bevölkerungsreichsten deutschen Land, wurden im Schnitt der Jahre 2003 bis 2012 jährlich knapp 850 Verleihungen angeregt, von denen mehr als die Hälfte tatsächlich vollzogen wurden. Die Ablehnungsquote lag in NRW im Durchschnitt bei 42,1 Prozent. Den wenigen zugänglichen Daten aus anderen Ländern nach sind die Quoten dort ähnlich.
Neben dem Vorschlagsrecht auf Verleihung des Verdienstordens gibt es auch die Anregung auf Aberkennung eines bereits verliehenen Verdienstordens.

### Aberkennung
Trotz des vorherigen Prüfverfahrens erhielten auch Personen die Auszeichnung, denen sie später wieder aberkannt wurde. So wurde 1964 Heinrich Bütefisch von Mitgliedern des Bundesverbands der Deutschen Industrie für den Orden vorgeschlagen. Das Düsseldorfer Ordensreferat fand beim Verfassungsgericht und beim Justizministerium offenbar nichts gegen ihn Vorliegendes, Bütefisch erhielt den Orden – 16 Tage später wurde er ihm aberkannt. Ein Bürger hatte darauf hingewiesen, dass Bütefisch 1948 im I.G.-Farben-Prozess wegen „Ausbeutung der Arbeit von KZ-Insassen“ zu sechs Jahren Haft verurteilt worden war.
Eine Aberkennung nach dem Tod ist nach Auffassung des Bundespräsidenten Frank-Walter Steinmeier nicht möglich: Ein entsprechender Antrag des Kreises Herford und der Gedenkstätte Zellentrakt auf Aberkennung für Dr. Heinrich Siebert, einen NS-Täter, wurde 2019 von ihm abgelehnt, da der Orden nur zu Lebzeiten verliehen werde.

## Form, Material und Herstellung

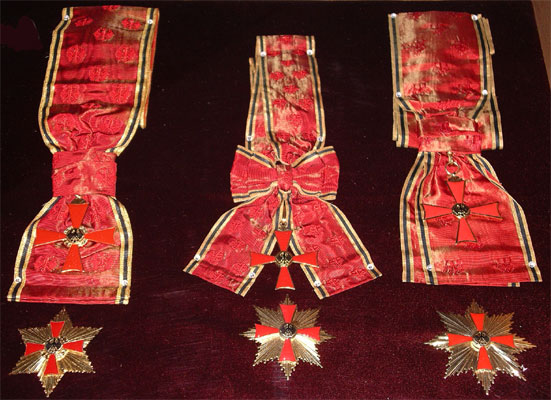
Links: Großkreuz in besonderer Ausführung, mit Lorbeerkranz. Mitte und rechts: Sonderstufe des Großkreuzes (Mitte: Damenausführung).

Ab der Stufe am Bande gibt es die Ordensinsignien in einer jeweils unterschiedlichen Version für Herren und Damen. Die Damenversionen zeichnen sich durch etwas kleinere Kreuze und Medaillons aus sowie durch ein (ab der Stufe Großes Verdienstkreuz) schmaleres Band, das als Damenschleife ausgeführt wird. Am 22. Februar 2023 wurde die Absicht des Bundespräsidenten Frank-Walter Steinmeier bekannt, Männern und Frauen zukünftig gleich große Kreuze zu verleihen.
| Stufe                                            | Herren | Herren      | Herren     | Damen | Damen       | Damen      |
| Stufe                                            | Größe  | Größe Stern | Bandbreite | Größe | Größe Stern | Bandbreite |
| ------------------------------------------------ | ------ | ----------- | ---------- | ----- | ----------- | ---------- |
| Verdienstmedaille                                | 38     | —           | 030        | 38    | —           | 30         |
| Verdienstkreuz am Bande                          | 55     | —           | 030        | 47    | —           | 30         |
| Verdienstkreuz 1. Klasse                         | 55     | —           | —          | 47    | —           | —          |
| Großes Verdienstkreuz                            | 60     | —           | 044        | 60    | —           | 40         |
| Großes Verdienstkreuz mit Stern                  | 60     | 80          | 044        | 60    | 80          | 40         |
| Großes Verdienstkreuz mit Stern und Schulterband | 60     | 85          | 100        | 60    | 85          | 60         |
| Großkreuz                                        | 70     | 80          | 100        | 60    | 80          | 60         |
| Sonderstufe des Großkreuzes                      | 70     | 90          | 100        | 60    | 80          | 60         |

Wegen der großen Stückzahlen einerseits und des Kostenbewusstseins andererseits werden die Orden heute nur noch maschinell aus einer Kupferlegierung geprägt und mit einer Goldbeschichtung versehen; farbige Teile bestehen aus Kunstemaille. Hersteller der offiziellen Orden der Bundesrepublik Deutschland ist die Firma Steinhauer & Lück in Lüdenscheid.

## Bisherige Träger
Seit der Stiftung durch Bundespräsident Theodor Heuss 1951 wurde der Verdienstorden der Bundesrepublik Deutschland 264.620 Mal verliehen (Stand: 31. Dezember 2024).

## Trageweise
Das Großkreuz und das Große Verdienstkreuz mit Stern und Schulterband werden an einem breiten, von der rechten Schulter zur linken Hüfte führenden Bande getragen. Der dazu gehörende goldene Stern wird auf der linken Brustseite getragen.
Das Große Verdienstkreuz und das Große Verdienstkreuz mit Stern werden an einem Bande um den Hals getragen, der Stern auf der linken Brustseite.
Das Verdienstkreuz 1. Klasse wird an der linken Brustseite angesteckt.
Das Verdienstkreuz am Bande und die Verdienstmedaille werden an einem schmalen Band bzw. in der Damenausführung an einer Bandschleife auf der linken oberen Brustseite getragen.

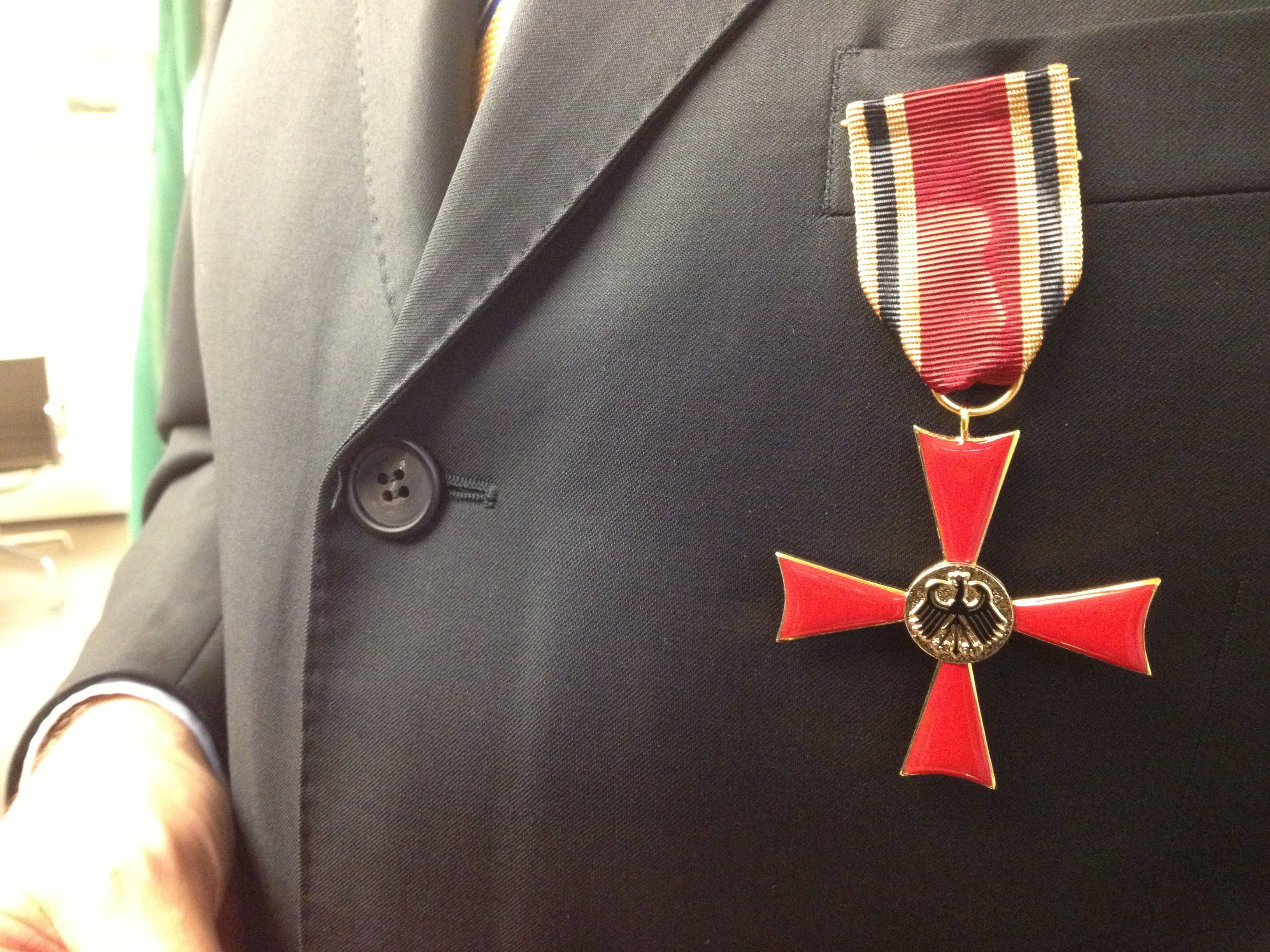
Trageweise des Verdienstkreuzes am Bande – Herrenausführung
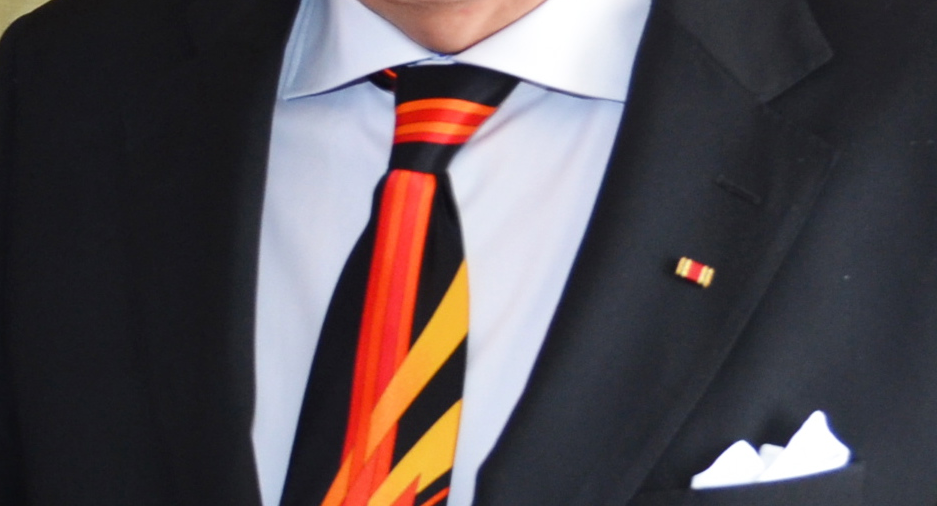
Trageweise der Miniatur (Bandsteg);[23] hier: des Verdienstkreuzes am Bande
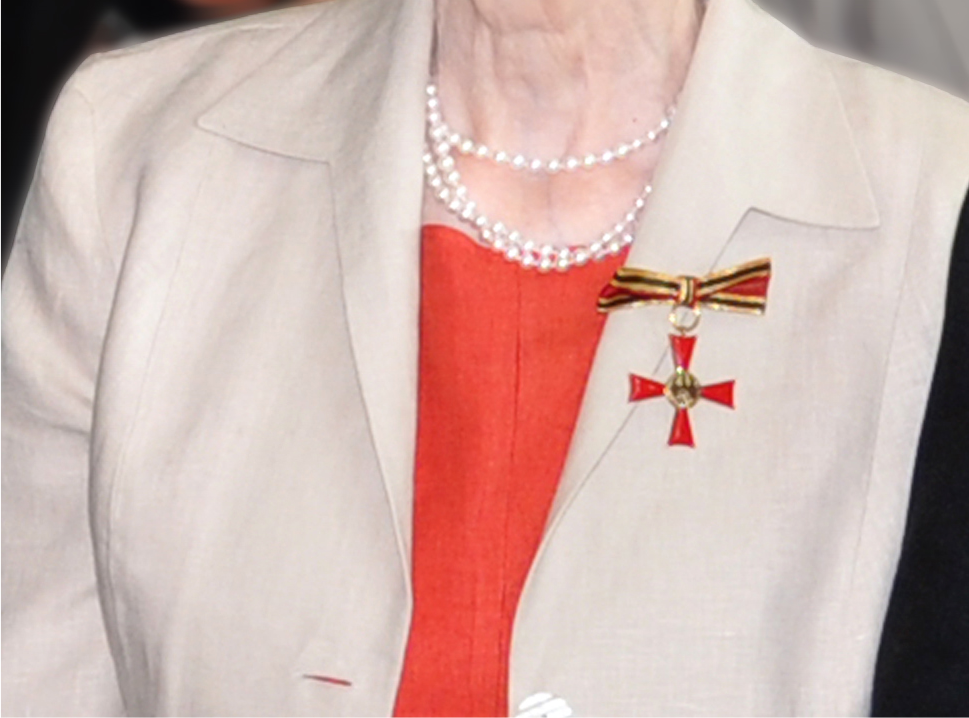
Trageweise des Verdienstkreuzes am Bande – Damenausführung
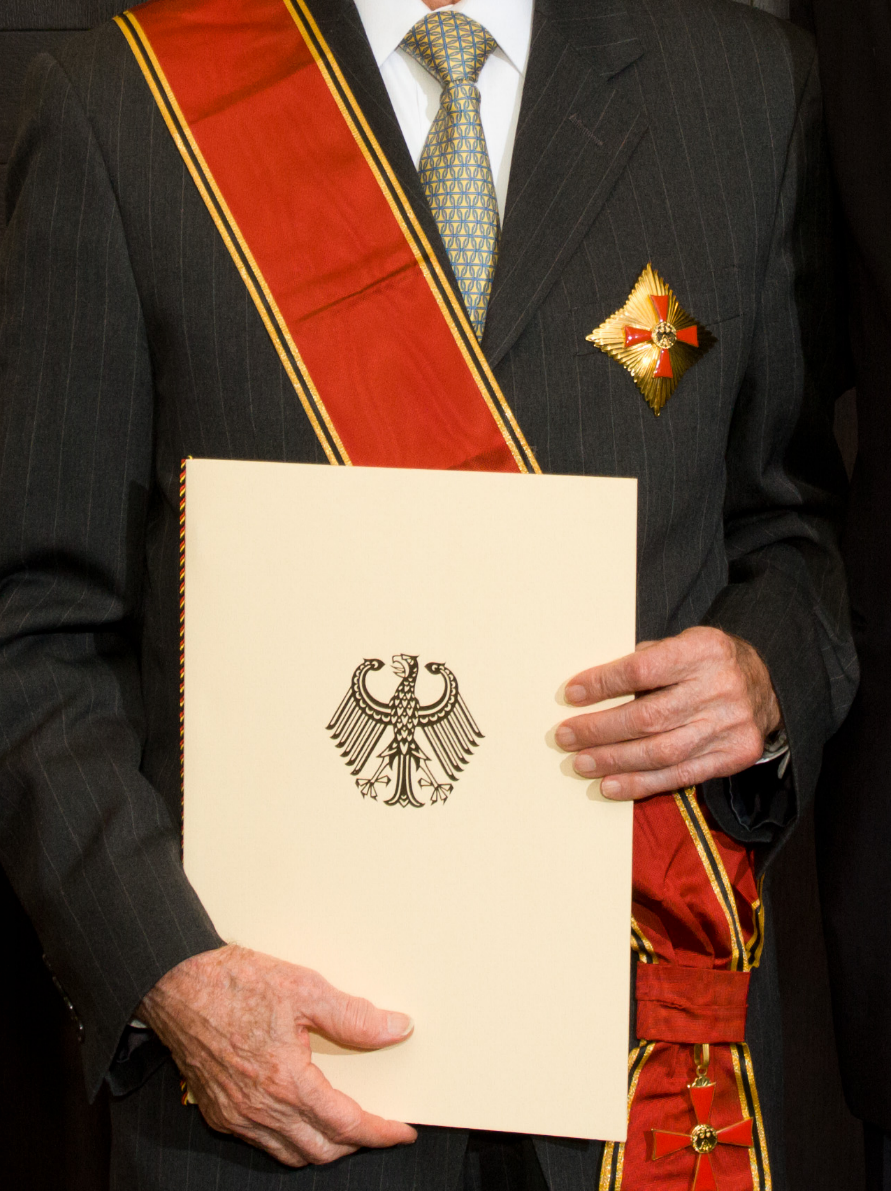
Trageweise des Großen Verdienstkreuzes mit Stern und Schulterband

## Hanseatische Ablehnung
Als einziges Land stimmte die Freie Hansestadt Bremen gegen die Stiftung des Bundesverdienstordens. Bremen und Hamburg sind auch die einzigen Länder, die keinen eigenen Verdienstorden gestiftet haben.

### Bremen
Orden zu verleihen oder zu tragen, ist nicht bremischer Brauch. Der Senat der Freien Hansestadt Bremen stellte 1893 einmal fest: „Von altersher ist es Gebrauch, daß Decorationen von Senatsmitgliedern niemals angenommen werden, und so empfiehlt es sich auch – abgesehen von anderen Gründen – schon um deswillen hieran festzuhalten. Auch weil der Bremer Senat nicht in der Lage ist, derartige Höflichkeiten zu erwidern.“ Bürgermeister Theodor Spitta hat diesen Brauch 1952 gegenüber Bundespräsident Theodor Heuss nochmals bekräftigt. Es wurden und werden aber Ehrenmedaillen wie die Bremische Ehrenmedaille oder die Senatsmedaille für Kunst und Wissenschaft der Freien Hansestadt Bremen (wie auch in Hamburg) verliehen. Es existierte nur eine kriegsbedingte Ausnahme: Das Hanseatenkreuz war eine im Ersten Weltkrieg verliehene Auszeichnung und wurde 1915 gemeinsam von den drei Hansestädten Hamburg, Bremen und Lübeck für Verdienste im Krieg gestiftet.

### Hamburg
Nach einem auf das 13. Jahrhundert zurückgehenden und in einem Senatsbeschluss von 1963 bekräftigten Prinzip lehnen manche Hamburger „Auszeichnungen fremder Herren“ ab (siehe Hanseaten und Auszeichnungen). Die ehemalige Senatorin Emilie Kiep-Altenloh war für das Große Verdienstkreuz vorgeschlagen worden. Daraufhin kam es zu einer Kleinen Anfrage der SPD in der Hamburgischen Bürgerschaft im Mai 1963. Bürgermeister Paul Nevermann erklärte, dass der Senat weiterhin an seiner traditionellen Devise festhält: keine Orden für Senatoren. Zu Vorschlägen von anderer Seite werde sich der Senat gegenüber der verleihenden Stelle dahingehend äußern, dass von der Verleihung abgesehen werden möge. Die Freie und Hansestadt Hamburg ehrte Emilie Kiep-Altenloh 1963 mit der Bürgermeister-Stolten-Medaille.
Bekannte Ablehner der Auszeichnung waren Helmut Schmidt, Hans-Olaf Henkel, Inge Meysel, Jan Philipp Reemtsma, Günter Grass, Heidi Kabel, Siegfried Lenz und Hans-Ulrich Klose.